# Marco Bocci
Marco Bocci, właśc. Marco Bocciolini (ur. 4 sierpnia 1978 w Marsciano) – włoski aktor telewizyjny, teatralny i filmowy.

## Życiorys
W latach 2001–2003 studiował dramat w Conservatorio Teatrale d’Arte Drammatica “La Scaletta” pod kierunkiem reżysera Giovanniego Battisty Diotajuti w Rzymie. Ukończył także Centro Internazionale di Cinema e Teatro “Duse” (Międzynarodowe Centrum Filmu i Teatru) w Rzymie (2003) i szkołę aktorską prowadzoną przez aktora Lucę Ronconi (2004). Uczestniczył w kursie “La Commedia dell’Arte” pod kierunkiem Luca Negroni (2003) oraz seminarium “Romeo e Giulietta” Williama Szekspira pod kierunkiem Deklana Donellana (2004).
W 2013 otrzymał nagrodę na Giffoni Film Festival.
Był na okładkach magazynów, takich jak „Chi” (w grudniu 2012), „Maxim” (w styczniu 2014), „L’Uomo Vogue” (w lipcu 2014), „Grazia” (w styczniu 2016). 

## Życie prywatne
Po zakończeniu związku z Giulią Michelini był w centrum plotek w 2013, gdy przez kilka miesięcy romansował z piosenkarką Emmą Marrone. W styczniu 2014 zaręczył się z aktorką Laurą Chiatti, którą poślubił 5 lipca 2014. Mają dwóch synów: Enea (ur. 22 stycznia 2015) i Pabla (ur. 8 lipca 2016).

## Wybrana filmografia

### Filmy fabularne
- 2001: I cavalieri che fecero l’impresa jako Ruolo Secondario
- 2007: Blizny miłości (Graffio di tigre) jako Nerone
- 2009: La bella società jako Giorgio
- 2011: C’è chi dice no
- 2012: Opowieść z tysiąca i jednej nocy. Aladyn i Szeherezada (Le mille e una notte: Aladino e Sherazade) jako Aladyn
- 2012: K2 - La montagna degli italiani jako Walter Bonatti

### Seriale telewizyjne
- 2001: Skradzione serca (Cuori rubati)
- 2003: Piękno kobiet (Il bello delle donne)
- 2005-2006: Czar (Incantesimo)
- 2006: Rodzina Borgiów (Los Borgia) jako Pedro Bembo
- 2006: Radio Sex
- 2006: R.I.S. - Delitti imperfetti
- 2006: Lo zio d'America 2 jako Luca
- 2007: Caterina e le sue figlie jako Pietro
- 2007: Graffio di tigre
- 2007-2008: La giraffa e il cammello
- 2008: Ho sposato uno sbirro jako Simone Ardea
- 2008-2010: Romanzo criminale - La serie jako komisarz Nicola Scialoja
- 2011-2012: Squadra antimafia - Palermo oggi jako Domenico Calcaterra

## Teatr
- 2000 – La moglie ingenua e il marito malato Achille Campanile, reż. G. De Virgilis
- 2000 – Rebus AA.VV., reż. G. De Virgilis
- 2001 – Angeli danzanti G.P. Raimondi, reż. G.P. Raimondi
- 2001 – L’uomo che voleva salvare il mondo G.P. Raimondi, reż. G.P. Raimondi
- 2002 – La Lupa Giovanniego Vergi, reż. G.B. Diotajuti (Nanni Lasca)
- 2002 – Come le foglie Giuseppe Giacosa, reż. R. Silvestri
- 2003 – Kółeczko (Il giro-tondo) Schnitzlera, reż. R. Silvestri
- 2003 – Pazzo d’amore Sam Shepard, reż. G.B. Diotajuti
- 2004 – Julia i Rahman (Giulietta e Rahman a Borgio Verezzi) Vico Faggi, reż. G. De Virgilis (Rhaman)
- 2004 – Król słucha (Un re in ascolto) Italo Calvino, reż. Luca Ronconi
- 2005 – Romeo i Julia Szekspira, reż. E. Petronio
- 2005 – Padri?! L. Monti, reż. L. Monti
- 2006 – Cyrano de Bergerac E. Rostanda, reż. F. Tatulli (Cristiano)
- 2007 – The Laramie Project Moisès Kaufman, reż. Enrico Maria Lamanna
- 2008 – Non lo dico a nessuno, reż. Luca Monti
- 2009 - Ultima stagione in serie A, reż. M. Mandolini